# L'Encreuament
L'Encreuament és un turó de 1.331,3 metres d'altitud del terme actual de Conca de Dalt, pertanyent a l'antic municipi de Toralla i Serradell, al Pallars Jussà.
És al punt superior, a l'extrem nord-oest, del Serrat de la Rebollera, al nord-oest de Rivert, a ponent del Pigal del Llamp.